# Shamal Kumar
Shamal Kumar (23 maggio 1979) è un ex calciatore figiano, di ruolo portiere.

## Carriera

### Nazionale
Ha debuttato in Nazionale il 7 aprile 2001, in Figi-Samoa Americane (13-0). Ha partecipato, con la Nazionale, alla Coppa delle nazioni oceaniane 2008. Ha collezionato in totale, con la maglia della Nazionale, 4 presenze.